# Johannes VII. von Antiochia
Johannes VII. von Antiochia war 965–985 Patriarch der Syrisch-Orthodoxen Kirche von Antiochien; sein Beiname Sarigtā (der Zerlumpte) verweist auf die ihm eigene asketische Anspruchslosigkeit.
Zunächst Mönch im Kloster Tarˤēb bei Aleppo, wurde Johannes am 9. Juli 965 durch Bischof Sergios von Sarug zum Patriarchen ordiniert. Bald danach besiedelte er auf Einladung des Kaisers Nikephoros II. mit Angehörigen seiner Kirche die entvölkerte Region um Melitene und gründete als seine dortige Residenz das Patriarchalkloster von Bārīd, 40 Kilometer nördlich von Germanikeia gelegen. 968 wurde er vom Kaiser zu Unionsverhandlungen mit der byzantinischen Kirche nach Konstantinopel vorgeladen und dort zeitweilig inhaftiert. Über die Gespräche berichtet er in einem Synodalbrief vom 23. August 969 an den koptischen Patriarchen Menas II. Johannes starb 985.